# Irmgard von Bongé
Irmgard von Bongé (* 17. Januar 1879 in Breslau; † 21. November 1967 in Weimar) war eine deutsche Malerin.

## Leben
Irmgard von Bongé war eine Tochter des Johanniterritters und Majors a. D. Max von Bongé (1838–1912) und dessen Frau Maria, geb. Stürken (1851–1933). Sie wuchs in Eisleben auf, wo sie die höhere Töchterschule besuchte und ab 1894 in einem Pensionat in Lausanne. Hier entdeckte man ihre künstlerische Begabung, die 1896/97 von den Eltern mit einer gemeinsamen Studienreise nach Italien gefördert wird. Die Cousine des Münchener Malers Walter von Bongé hatte danach ab 1897 Malunterricht in Berlin u. a. bei Franz Skarbina und Hans Baluschek. Nach 1910 führten sie weitere Reisen u. a. nach Südfrankreich, Süddeutschland, in die Niederlande, nach Italien und an die deutsche Ostseeküste. 1916 bewarb sie sich um einen Studienplatz an der Großherzoglichen Kunstschule in Weimar. Sie wurde von der Aufnahmejury, der Fritz Mackensen, Robert Weise, Theodor Hagen, Max Thedy und Walther Klemm angehörten, für die Naturklasse bei Robert Weise angenommen und studierte dort und ab 1919 am Bauhaus. Sie blieb danach in Weimar ansässig. Ihre Werke waren Bildnisse, Interieurs und Landschaften. Sie bevorzugte einen hellen, postimpresissionistischen Farbauftrag, bei Aquarellen einen pointilistischen Farbauftrag. Das Stadtmuseum Weimar besitzt ihren Nachlass und eine größere Anzahl ihrer Werke.

## Werke (Auswahl)
- Selbstbildnis. 1900/1905[2]
- Das Dornenhaus in der Blüthe. Öl/Leinwand, 61 × 86,5 cm, 1927[3]
- Blumenstillleben. Öl/Leinwand/Karton, 29 × 24 cm, 1929[4]

## Ausstellungen (unvollständig)
- 1920: Sammelausstellung im Thüringer Ausstellungsverein Bildender Künstler in Weimar, Juli 1920
- 1948: Weimar, Schloss („Künstler schaffen. 1945–1948“)
- 2010: Stadtmuseum Weimar: Irmgard von Bongé (1879–1967) – Wiederentdeckung einer Weimarer Kunstschülerin.[2]
- 2012: Kunstkaten Ahrenshoop: Irmgard von Bongé (1879–1967). Eine Weimarer Kunstschülerin und ihre Aufenthalte in Ahrenshoop. In Zusammenarbeit mit dem Stadtmuseum Weimar[5]